# 野ばらのエチュード
「野ばらのエチュード」（のばらのエチュード）は、1982年10月21日にCBS・ソニーからリリースされた松田聖子の11枚目のシングル。規格品番：07SH 1233（EP盤）。2004年には紙ジャケット仕様の完全生産限定盤12cmCDとして再びリリースされている。

## 背景
5作ぶりの財津和夫作曲作品であり、現在までのところ、財津作曲による最後のシングルA面曲である。財津によると「ビバルディの『四季』のような曲を作って欲しい」と依頼され悩んだが、「ありがちなアイドルソングではなく、その『四季』を聴いているような気になれる曲ということだろう」と自分で解釈し、エレガントな雰囲気の曲を作ろうと努めたと言う。さらに「戸惑ったけど、『四季』の持つ上品さや、心に染みこんでいく感じが底の方にあればいいととらえた」と述べている。
『第11回FNS歌謡祭』グランプリ受賞曲（1982年12月21日）。音楽コンテスト番組における大賞クラスの賞は初受賞となった。松田は発表と同時に泣き崩れ、終始号泣しながら受賞曲を歌った。
本曲で1982年の『第33回NHK紅白歌合戦』に出場した。
グリコ ″ポッキー″ のCMソングに使用され、CMには松田本人も出演した。撮影は北海道の函館で行われた。なお、CMにはシングル音源ではなく『金色のリボン』収録の新録バージョンが採用された。
ザ・ベストテン出演時、リクエストハガキの中に「野ばらの越中道」と誤記されていたことを司会者から披露されている。
B面の「愛されたいの」も、ノンタイアップながら当時のテレビ番組で何度か披露されていた。

## 収録曲
全作詞：松本隆／作曲：財津和夫／編曲：大村雅朗
1. 野ばらのエチュード（4:05）
2. 愛されたいの（4:26）

## 関連作品
- 野ばらのエチュード　
  - Candy
  - Seiko・plaza
  - Seiko Box
  - Seiko Monument
  - Bible III
  - Complete Bible
  - Seiko Matsuda 1980-1995
  - SEIKO SUITE
  - Premium Diamond Bible
  - Diamond Bible
  - SEIKO STORY〜80's HITS COLLECTION〜
  - Seiko Matsuda Hit Collection Vol.1
  - Seiko Matsuda Sweet Days
  - SEIKO MEMORIES 〜Masaaki Omura Works〜
- 野ばらのエチュード （新録）　
  - 金色のリボン
  - SEIKO SUITE
- 愛されたいの　
  - Touch Me, Seiko
  - Snow Garden
  - Complete Bible
  - SEIKO SUITE
  - Winter Tales
  - Seiko Matsuda Sweet Days
  - Seiko Matsuda 40th Anniversary Bible -bright moment-

## カバー
野ばらのエチュード
- 伊能静 - 台湾の歌手。1988年のアルバム『十九歲的最後一天』に収録。歌詞は中国語（北京語）でタイトルは「愛的日記」。